# 城记
《城记》是新华社记者王军所写的一部关于北京城池的历史变迁的书，2003年10月由生活·读书·新知三联书店出版。
该书介绍了中华人民共和国建国后，在对北京城市改造的过程中将许多重要古建筑拆毁的历史，书中主要人物为梁思成。该书名原准备为“城祭”，后改为现名。